# Schloss Niederweiden
Schloss Niederweiden är ett slott i Österrike.   Det ligger i distriktet Gänserndorf och förbundslandet Niederösterreich, i den östra delen av landet, 40 km öster om huvudstaden Wien. Schloss Niederweiden ligger 139 meter över havet.
Terrängen runt Schloss Niederweiden är platt åt nordväst, men åt sydost är den kuperad. Närmaste större samhälle är Hainburg an der Donau, 6,8 km sydost om Schloss Niederweiden. 
Trakten runt Schloss Niederweiden består till största delen av jordbruksmark. Runt Schloss Niederweiden är det ganska tätbefolkat, med 80 invånare per kvadratkilometer.